# 納瓦里諾大屠殺
納瓦里諾大屠殺，是希臘獨立戰爭爆發後發生的一系列大屠殺之一，這場大屠殺導致先前居住在該地區的土耳其平民的滅絕。

## 圍攻城市
在納瓦里諾堡壘被投降之前，許多土耳其家庭已因飢餓而被迫逃脫，並遭到希臘人的擺佈。然而，他們被屠殺了。處於飢餓的土耳其人主動投降。
希臘人提出了一項條約，根據該公約，投降的土耳其人將獲得安全進入埃及的通道。當投降結束時，城市中的土耳其人放棄了堡壘中的所有公共財產，以及他們的所有金錢和珠寶。然而，希臘人既無意也無手段提供這一應許的安全通道。
幾年後，希臘談判代表之一波尼羅普洛斯向托馬斯·戈登將軍吹噓說，他銷毀了給土耳其人的投降書，因此沒有證據表明任何此類交易已經完成。

## 屠殺
1821年8月19日，當納瓦里諾堡壘大門打開時，希臘人蜂擁而至，除160名設法逃跑的人外，全部人口大約3000人被殺。
大屠殺結束後，屍體衝上岸或堆積在海灘上，有可能引起瘟疫。

### 脚注
1. ↑  St. Clair, p. 40
2. 1 2  Finlay, p. 262
3. ↑  St. Clair, p. 41
4. ↑  St. Clair, p. 43
5. ↑  Finlay, p. 263

### 书籍
- George Finlay, History of the Greek Revolution, Volume 1. William Blackwood and Sons, Edinburgh and London, 1861. Online copy （页面存档备份，存于）
- William St. Clair, That Greece Might Still Be Free The Philhellenes in the War of Independence, Oxford University Press, London, 1972. ISBN 0-19-215194-0